# Peneothello cryptoleuca
La petroica sombría (Peneothello cryptoleuca) es una especie de ave paseriforme de la familia Petroicidae propia del oeste de Nueva Guinea.

## Subespecies
Se reconocen las siguientes según IOC:
- P. c. cryptoleuca (Hartert, 1930) - noroeste de Nueva Guinea;
- P. c. albidior (Rothschild, 1931) - centro-oeste de Nueva Guinea;
- P. c. maxima Diamond, 1985 - oeste de Nueva Guinea.